# Давлетшин, Габбас Ягафарович
Габбас Ягафарович Давлетшин (баш. Ғәббәс Йәғәфәр улы Дәүләтшин; 1892—1937) — башкирский языковед. Один из основоположников современного башкирского языкознания. Жертва репрессий периода «большого террора».

## Краткая биография
Давлетшин Габбас Ягафарович родился в 24 сентября 1892 года в деревне Ташбулат-Кустьяново Имелеевской волости Пугачевского уезда Самарской губернии.
В 1910 году окончил медресе в родной деревне. С 1913 года служил в царской армии. Участвовал в Первой мировой войне.
С 1918 года является председателем Ташбулат-Кустьяновского сельсовета.
С 1920 года являлся инспектором, а в 1921—1922 гг. — заведующим отдела народного образования Ток-Суранского кантона Автономной Башкирской Советской Республики.
В 1925—1929 гг. преподавал в школе II ступени имени Ленина г. Уфы.
В 1928—1929 гг. участвовал в Башкирской комплексной экспедиции АН СССР, организованной языковедом-тюркологом Н. К. Дмитриевым.
С 1929 года являлся членом Башкирского центрального исполнительного комитета.
В 1931 году окончил Ленинградский восточный институт.
С 1931 года является преподавателем в Башкирском государственном педагогическом институте имени К. А. Тимирязева (ныне Уфимский университет науки и технологий), а с 1934 года — заведующим кафедрой башкирского языка.
Репрессирован как башкирский буржуазный националист. 10 октября 1937 года был арестован. 27 ноября 1937 года Тройкой НКВД Башкирской АССР был обвинён в том, что 

«он являлся активным участником буржуазной националистической повстанческой организации, проводил в Башгоспединституте агитацию, обрабатывал в националистическом духе студентов и преподавателей, проводил подрывную вредительскую деятельность в составлении учебников»— Ергин Ю. В. Габбас Давлетшин — один из основоположников современного башкирского языкознания. //Педагогический журнал Башкортостана. № 4(23), 2009. С.139.
7 декабря 1937 года Габбас Давлетшин был расстрелян. Реабилитирован в 1956 году.

## Научная деятельность
Научные труды Габбаса Давлетшина посвящены изучению проблем по орфографии и диалектологии башкирского языка. Участвовал в выборе ведущего диалекта данного языка; был соавтором первого башкирского букваря, написанного на латинице; издал один из первых учебников и объёмистый орфографический словарь башкирского языка. Также является автором первого учебника башкирского языка для вузов.

### Научные труды
- Способы словосочетаний с помощью сложных аффиксов в башкирском языке // Башҡорт аймағы. — 1926. — № 2. — С.112-125 (башк.яз.)
- Говоры башкирского языка // Башҡорт аймағы. — 1928. — № 6. — С.76-85 (башк. яз.)
- Башкирский литературный язык и его орфография // Белем (Знание). — 1927. — № 9-10. — С. 65-68 (башк. яз.)
- Особенности племенных наречий, содержащихся в литературном башкирском языке // Белем (Знание). −1928. — № 5-6. — С. 43-44 (башк.яз.)
- Об основных говорах, приемлемых для создания башкирского литературного языка // Материалы и постановления Первой Башкирской конференции Яналифа // сост. Р. Магазов; ред. Х. Абдрашитов. — Уфа: Изд. Комит. нового башкирского алфавита, 1928. — С.15-28 (башк.яз.).
- Говоры башкирского языка // Башкирский государственный педагогический институт им. К. А. Тимирязева (к 15-летию БАССР). — Уфа: Изд. БГПИ, 1934. — С.19-21.
- Хрестоматия по башкирской литературе / сост. Г. Давлетшин, Д. Юлтый, В. Хангильдин. — Уфа: Башгиз, 1927. — 508 с. (башк.яз.)
- Аюханов З., Давлетшин Г. Я. Яш бувн (Молодое поколение). Букварь. — Уфа: Баш. книга, 1929. — 84 с. (башк.яз.)
- Башкирский язык и его орфография. — Уфа: Башгиз, 1929. — 62 с. (башк.яз.).
- Литературная хрестоматия / сост. Г. Давлетшин, Х. Габитов, Г. Вильданов. — Уфа: Башгиз, 1929. — 80 с. (башк.яз.).
- Орфографический словарь башкирского языка / под ред. Х. Абдурашитова. — Уфа: Башгиз, 1930. — 167 с. (башк.яз.)
- Рабочая книга по родному языку / сост. Г. Давлетшин, Г. Сагди, Х. Хусни и др. — Уфа: Башкнига, 1929. — 53 с. (башк. яз.)
- Учебник по башкирскому языку для студентов-заочников Башкирского государственного педагогического института. — Уфа: Изд. БГПИ, 1935. — 90 с. (башк.яз.)

## Память
В октябре 2012 года в Уфе прошла Всероссийская конференция, посвящённая Габбасу Давлетшину как основоположнику башкирского языкознания.
18 июня 2022 года Самарской областной общественной организацией поддержки национальной культуры "Курултай (конгресс) башкир" с помощью Гранта Главы Республики Башкортостан был открыт памятник на родине Габбаса Давлетшина в в центре с. Большая Глушица Большеглушицкого района Самарской областиhttp://www.admbg.org/?p=69949.